# Yokosuka H5Y
Lo Yokosuka H5Y, indicato anche Idrovolante Yokosuka per la marina Tipo 99 Modello 11 (九九式飛行艇?, 99shiki hikōtei) in base alle convenzioni di designazione allora vigenti, e al quale venne assegnato il nome in codice alleato Cherry) fu un idrovolante a scafo centrale, bimotore e monoplano ad ala alta, disegnato dall'ufficio di progettazione giapponese Kūgishō, il Primo arsenale tecnico aeronavale di Yokosuka ed impiegato dalla Dai-Nippon Teikoku Kaigun Kōkū Hombu, la componente aerea della Marina imperiale giapponese, durante la seconda guerra sino-giapponese e le prime fasi della seconda guerra mondiale.

## Storia del progetto
Nel 1934 i vertici della Marina imperiale emisero una specifica, la 9-Shi, per la fornitura di un nuovo modello di idrovolante da ricognizione a medio raggio bimotore destinato a rilevare lo Hiro H4H appena entrato in servizio, in grado di raggiungere le prestazioni fornite dagli idro quadrimotori in linea in quel periodo, dalla semplice tecnologia costruttiva e di facile manutenzione. A tale scopo venne contattato l'ufficio tecnico dell'Undicesimo arsenale tecnico aeronavale di Hiro dove il gruppo di lavoro diretto dal capo ingegnere Kaigun Shōsa (grado equivalente a capitano di corvetta) Jun Okamura avviò il progetto relativo ad un idrovolante a scafo centrale a velatura monoplana, ad ala alta nel tentativo di raggiungere le prestazioni, ottimistiche per un bimotore degli anni trenta, indicate dall'aggiornamento delle specifiche, modello in grado di raggiungere una velocità massima di 463 km/h, con un'autonomia di 7 200 km e 3 700 km con un carico di 500 kg in bombe da caduta, dotato di armamento difensivo basato su un cannoncino automatico calibro 20 mm e quattro mitragliatrici calibro 7,7 mm, e uno offensivo da 1 600 kg di bombe o due siluri. Il risultato fu un modello che ripresentava in scala ridotta l'impostazione del più grande quadrimotore Kawanishi H6K anch'esso in quel momento in fase di sviluppo.
I due prototipi richiesti vennero completati il primo nel 1935 e il secondo nel 1936, quindi avviati alle prove di valutazione ufficiali che, oltre ad evidenziare problemi legati alla struttura del velivolo, fecero registrare prestazioni inferiori a quelle previste dalle specifiche. Nel tentativo di raggiungere le prestazioni sperate i lavori di miglioramento e le successive prove in volo si protrassero fino all'intero 1938 mancando l'obiettivo, anche per la mancanza di disponibilità di motori dalla potenza adeguata. Data comunque la sopravvenuta necessità di dotarsi di un idrovolante di tali caratteristiche e la mancanza di alternative disponibili, nel 1938 il modello venne comunque approvato per la produzione in serie, assegnata agli stabilimenti del Primo arsenale tecnico aeronavale di Yokosuka ed indicato ufficialmente come Idrovolante Tipo 99 Modello 11 o, secondo altra convenzione H5Y.

## Impiego operativo
I primi H5Y, costruiti durante il 1939, evidenziarono durante il servizio operativo tutte le carenze che li rendevano poco adatti al ruolo che dovevano ricoprire, di conseguenza poco dopo l'inizio della produzione l'ordine originale venne cancellato attestandosi su sole 20 unità realizzate. Utilizzati inizialmente in missioni di pattugliamento marittimo delle coste alla ricerca di sommergibili nemici durante le prime fasi della seconda guerra mondiale, gli H5Y vennero rapidamente relegati a compiti di seconda linea, impiegati come idrovolanti da trasporto o da addestramento.

## Varianti
H5Y
designazione dei due primi prototipi realizzati dall'Arsenale di Hiro.
H5Y1
designazione degli esemplari di serie, realizzati in 18 esemplari.
Idrovolante Yokosuka per la marina Tipo 99 Modello 11
designazione "lunga" dell'H5Y.

## Utilizzatori
Giappone
- Dai-Nippon Teikoku Kaigun Kōkū Hombu

### Annotazioni
1. ↑  La bibliografia anglofona, diventata poi internazionalmente riconosciuta, attribuisce spesso come costruttore l'arsenale navale della Marina imperiale giapponese presso Yokosuka mentre la bibliografia giapponese cita il Kūgishō (空技廠) come contrazione del termine "Kōkū Gijutsu-shō".

### Fonti
1. 1 2 3 4 5 6  Green 1972, pp. 136-137.
2. ↑  Mikesh 1993.
3. ↑   J. Rickard, Hiro G2H Navy Type 95 Heavy Land-Based Attack Bomber, su History of War, http://www.historyofwar.org/mainindexframe.html, 4 dicembre 2008. URL consultato il 5 marzo 2014.
4. 1 2 3  Уголок неба.
5. ↑  Mikesh e Abe 1990, p. 262.
6. ↑  Francillon 1979, p. 495.
7. ↑  Donald 1997.